# José María Magallón y Armendáriz
José María Magallón y Armendáriz, marqués de San Adrián, (Tudela, 1763 - Madrid, 1845) fue un aristócrata, cortesano y diplomático español. Ostentó también los títulos de marqués de Castelfuerte, de Santiago y de la Cimada, conde de Zweveghem y señor de Monteagudo, y fue creado grande de España.

## Biografía
Nació en Tudela el 4 de abril de 1763, en el palacio de los Magallón, hijo de José María Magallón Beaumont de Navarra y Mencos, marqués de San Adrián y señor de Monteagudo, y de Josefa de Armendáriz y Acedo, de los marqueses de Castelfuerte. Se educó durante ocho años en el Real Seminario de Nobles de Vergara, y completó su formación con un periodo de estudios en París. Poco después ejerció el cargo gubernativo y judicial de merino de Pamplona. 
Posteriormente pasó a residir en Madrid, donde se relacionaría —de la mano de Cabarrús— con numerosas personalidades del mundo ilustrado de la época, como Moratín. Fue académico de honor de la Real de Bellas Artes de San Fernando desde el 2 de febrero de 1794. Tradujo del francés los Elementos del arte de pensar de Borelly (obra que se publicó en Madrid en 1797).
Fue miembro de una comisión diplomática española encabezada por Cabarrús y que fue enviada por Godoy en 1797 a las Negociaciones de Lille entre el Directorio francés y el gobierno británico de Pitt el Joven.
El testimonio de sus contemporáneos y —sobre todo— los pinceles de Goya le pintan como un hombre apuesto, elegante, distinguido, simpático, desenvuelto, amante de la buena vida y de la sociedad mundana.
Casó en 1790 con Soledad Rodríguez de los Ríos y Lasso de la Vega, marquesa de Santiago: una joven viuda con dos niños. Esta señora heredó un vasto patrimonio que —además de capital financiero— incluía un palacio en Madrid, algunos feudos en Flandes, tierras de viñedo en Málaga y una notable colección de pintura. De este matrimonio nació en 1797 la única hija del marqués: Francisca de Paula Magallón y Rodríguez de los Ríos, a quien cedería en vida el marquesado de Castelfuerte. 
A raíz de su boda, Magallón fue conocido por los títulos de conde de Zweveghem y marqués de la Cimada, que poseía desde niña su mujer. En 1798, esta sucedió como marquesa de Santiago, título que prevalecería sobre aquellos. Y al año siguiente, él sucedió a su padre como marqués de San Adrián. En 1802, Carlos IV le concedió la grandeza de España de primera clase, y en 1804 la llave de gentilhombre con ejercicio y servidumbre. 
Este mismo año, Francisco de Goya pintó su famoso retrato y el de la marquesa de Santiago, su mujer, a quien ya había retratado de niña. Representó a ambos al aire libre, siguiendo la moda inglesa neoclásica, probablemente en la quinta que ella poseía en el actual barrio madrileño de Chamberí.
Su mujer falleció en 1807, dejándole una pensión vitalicia. A raíz de su viudez y de la subida al trono de José Bonaparte, San Adrián derivó de las simpatías ilustradas al afrancesamiento. Durante la Guerra de la Independencia entró como chambelán y maestro de ceremonias al servicio del Rey Intruso. En 1809 este le condecoró con la encomienda de la Orden Real de España (la «Orden de la Berenjena», según la motejaba el genio popular), y cuatro años después con el gran cordón de la misma. Por este motivo, la Junta Suprema Central le declararía «fuera de la ley» en 1819. Acabada la guerra se exiló a París, y desde 1817 residió en Burdeos.
Regresó a España tras el Pronunciamiento de Riego (1820) y la consiguiente amnistía para los afrancesados. Desde entonces residió en Tudela, y solo pisó fugazmente Madrid en 1822, para asistir a la boda de su hija con el conde de Sástago. En noviembre de 1823 solicitó permiso para regresar a la corte y volver a servir como gentilhombre en Palacio. Su petición no fue aprobada por Fernando VII hasta 1827, y quedó definitivamente purificado en 1829. En este año ingresó en la Orden de Calatrava y se reincorporó a las funciones palatinas, que desempeñó hasta su muerte.
Era por derecho propio procurador del brazo militar en las Cortes de Navarra. En vida de su padre, asistió a las de 1780 y 1794 representando a la casa de Falces de Olite. Y ya como señor de San Adrián y Monteagudo, asistió a las de 1801, 1817 y 1828.
Falleció en Madrid en 1845. No dejaba descendencia, pues su hija Francisca de Paula, condesa de Sástago, había muerto sin prole veinte años antes en Burdeos, donde se hallaba exilada (no por hija de afrancesado sino por esposa de liberal). En el marquesado de San Adrián, con grandeza de España, sucedió en 1848 su hermano Joaquín Mariano Magallón y Armendáriz, nacido en Tudela en 1783, en cuya descendencia sigue la casa.